# Sopa de antruejo

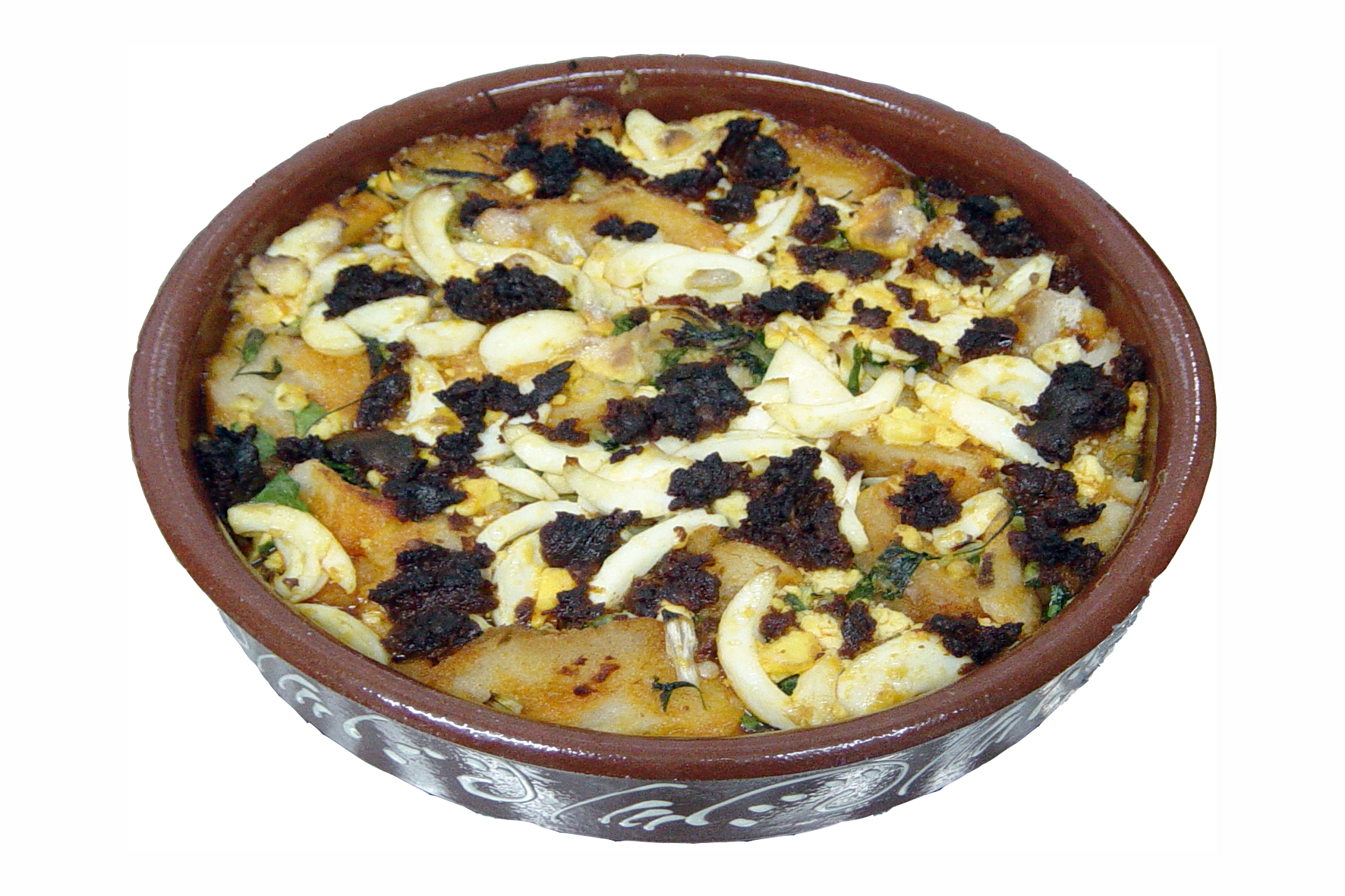
Sopa de Antruejo

La sopa de antruejo (denominada también sopa de carnaval) es una sopa elaborada regularmente con diversas partes de chacinería. Se trata de una sopa muy popular en Aceuchal (provincia de Badajoz). La denominación antruejo (se dice de cualquier día de gran comida) viene a indicar lo variado y rico de contenidos cárnicos de este cocido. Se suele servir muy caliente y tradicionalmente en cuenco de barro.

## Características
Los elementos cárnicos empleados proceden de la carne de cerdo. Suele ser el cotubillo (se denomina así a la parte de la pata del cerdo comprendida entre el codo y la muñeca), la pata, la oreja y el espinazo. Estas porciones suelen estar en salazón por lo que es habitual que se desalen unos días antes. Todo ello participa en un cocido, al que se le añade chorizo y cebolla. Se sirve como una capirotada, es decir en capas alternadas de pan duro (o picatostes) con el cocido bien picado. El resultante se suele meter en un horno y al servir se añaden unos ajos picados y un poco de vinagre. Es habitual que se sirva en el periodo de carnaval. La sopa es habitual en el denominado martes de antruejo que se celebra el martes anterior al Miércoles de Ceniza.